# 歴史発見 (雑誌)
『歴史発見』（れきしはっけん） は、学研プラス（旧学研パブリッシング）が発行する日本の歴史専門雑誌。同じく歴史をテーマとした「歴史群像」の兄弟誌として刊行された。新しいビジュアルの歴史雑誌として不定期に創刊されている。

## 沿革
- 2013年12月：歴史発見Vol.1「黒田官兵衛と天下一統の真実」を刊行
- 2014年2月：歴史発見Vol.2「あなたの知らない織田信長」を刊行
- 2014年4月：歴史発見Vol.3「ディープな城入門」を刊行[注 1]
- 2014年7月：歴史発見Vol.4「日本人なら知っておきたい帝國海軍」を刊行

## 内容
歴史の初心者でも入り込みやすような工夫が随所に見られる。例えばイラストや写真などビジュアル重視の紙面にし、まず興味を持ってもらえるような記事作りをしている。テーマは「戦国武将」や「日本の城」などが中心で、傾向としては表紙やイラストに力を入れている様子が見受けられ、特集では歴史好きな著名人や有名人を多く取材している。

## メディア
- お城ジオラマ復元堂：学研「歴史発見」に長篠城AR出現。4/5に学研より発売された「歴史発見」の「城好き著名人9人の”私の推し城”」に城郭復元マイスター二宮博志が「長篠城」を紹介。
- Mousa：田名部生来が『歴史発見vol.3』にインタビュー掲載。学研の新ビジュアル歴史雑誌『歴史発見vol.3』にて"私の推し城"インタビューが掲載された。AKB随一の歴女・田名部生来の地元愛あふれるエピソードが満載。小さい頃の思い出は、実際に行ってみたくなること間違いなし☆また、特典として長篠城のＡＲが楽しめてしまう特典付き。
- 歴☆女子会：歴☆女子会のインターネットTV「歴☆女子会の 勝手に◯◯（マルマル）おかわりっ!!」の第24回にて「歴史発見Vol.3」が紹介された。